# Vallis Schröteri

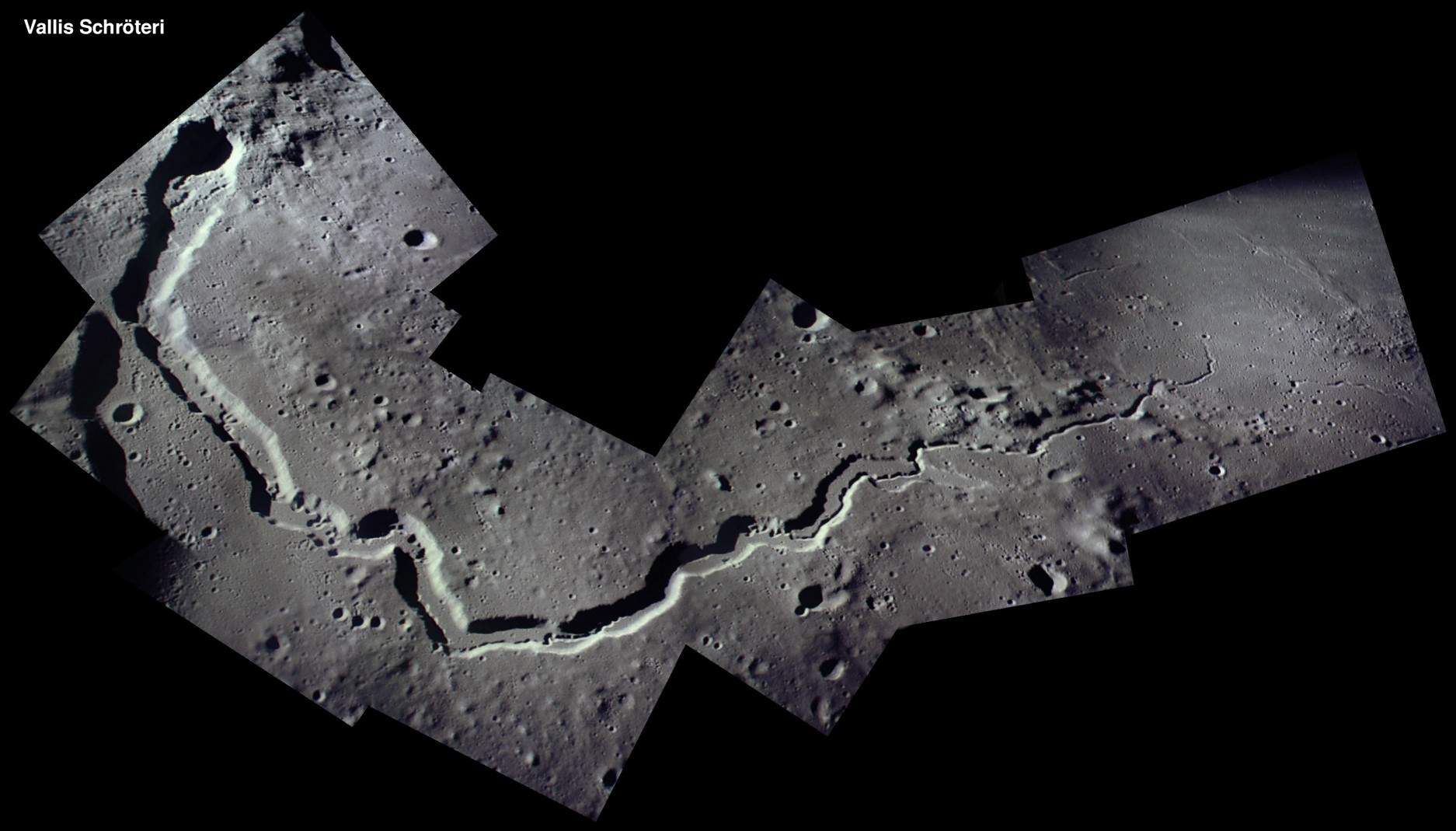
Vallis Schröteri. En la imagen puede observarse la bifurcación de la grieta primaria y la grieta interior.

El Vallis Schröteri (Valle de Schröter) es la mayor grieta sinuosa de la luna y la más fácilmente observable  con telescopio desde la Tierra. El nombre del valle procede del astrónomo alemán Johann Hieronymus Schröter. 
Se encuentra ubicado en una elevación del terreno continental llamada meseta de Aristarco, que está rodeada por el Oceanus Procellarum al norte, sur y oeste, y el Mare Imbrium  al este.
El valle tiene una longitud de 155 km y una profundidad máxima de unos 1000 m. Iniciándose a 25 km al norte del cráter Heródoto, primero se dirige hacia el norte, luego en línea oblicua gira hacia el noroeste, para finalmente dirigirse hacia el suroeste. Su anchura varía de 6 a 10 km.
El valle comienza con un pequeño y profundo cráter de 6 km, conocido de manera informal como Cabeza de Cobra (debido a su parecido con una serpiente), posiblemente una chimenea volcánica. El valle en sí podría haberse formado o bien por un flujo de lava que hubiera manado del cráter volcánico, o ser un antiguo túnel de lava, cuyo techo se habría hundido con el tiempo, a semejanza de los que se pueden observar en la Tierra a los lados de los volcanes hawaianos, pero con dimensiones menores.
Una grieta sinuosa más delgada, de unos 600 m de anchura, recorre el fondo del valle, separándose de él casi al final, para continuar en solitario otros 49 km, teniendo una longitud total de 204 km. La presencia de esta grieta interior sugiere al menos una emisión posterior de lavas.
El Vallis Schröteri fue seleccionado como el lugar de alunizaje del Apolo 18, posteriormente cancelado junto con el Apolo 19 y 20 (Véase Programa Apolo).